# St. Jakob (Brandenburg an der Havel)

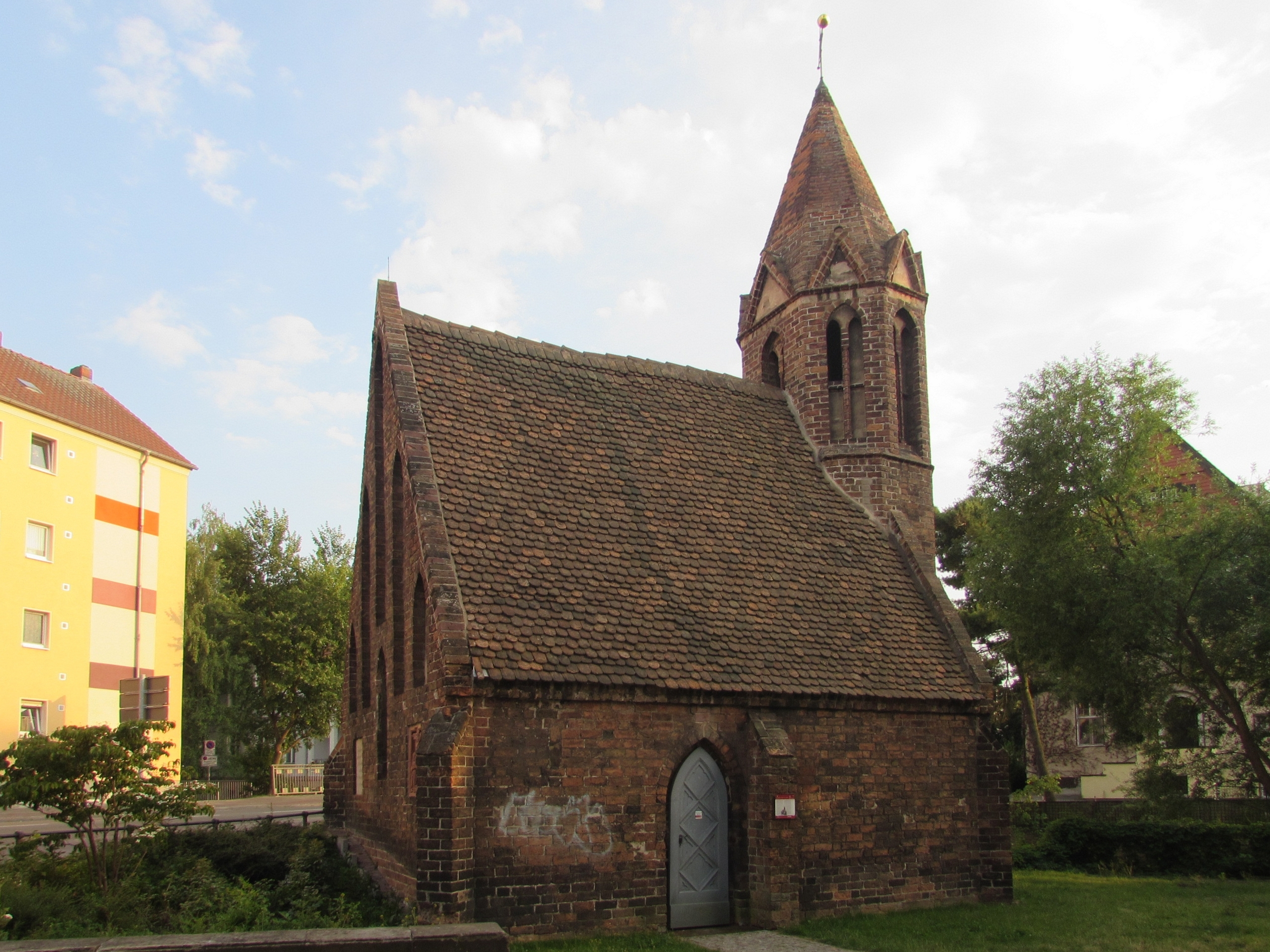
Die Jakobskapelle von Norden

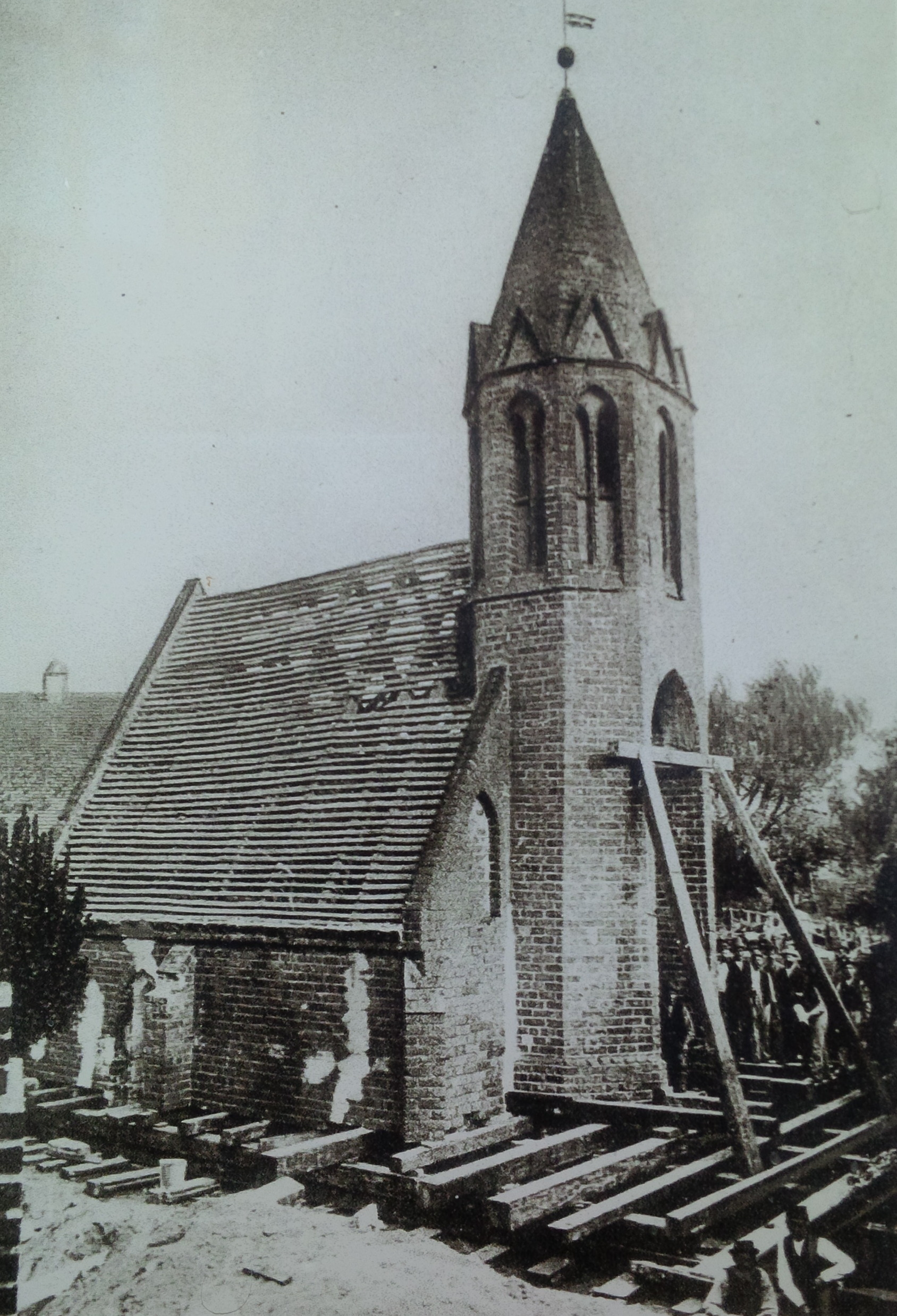
Die Verrückte Kapelle während der Umsetzung 1892

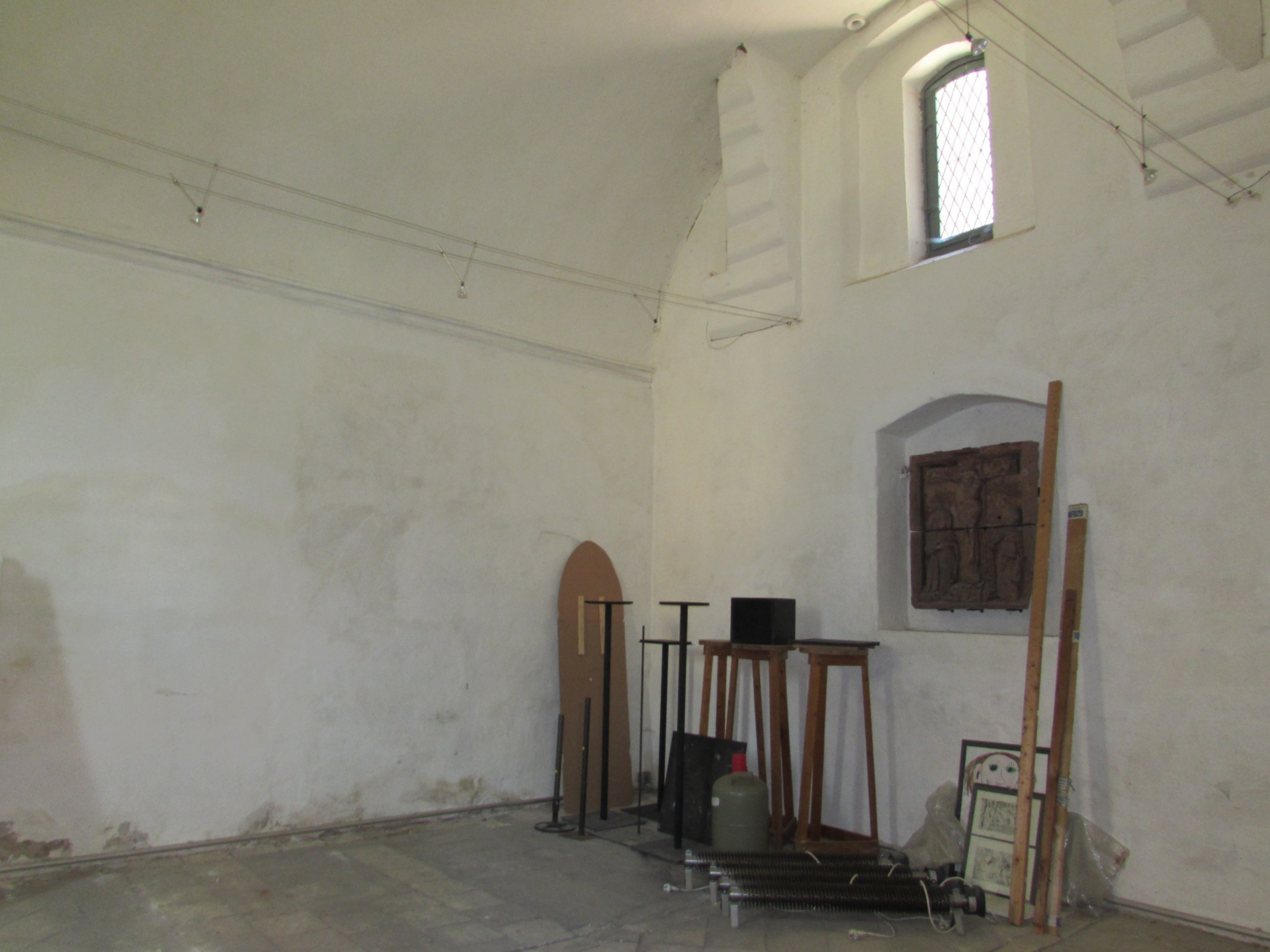
Innenansicht

Sankt Jakob ist eine Kapelle in der Stadt Brandenburg an der Havel. Im Volksmund wird sie seit einer Umsetzung des Bauwerks Verrückte Kapelle genannt.

## Lage
Die Jakobskapelle liegt 425 m westlich des Steintorturmes, der die westliche Ausfallstraße der Neustadt Brandenburg bewachte. Somit liegt die kleine Kapelle vor den Toren der mittelalterlichen Neustadt Brandenburg.

## Geschichte
Die Jakobskapelle wurde im Jahr 1315 als Teil des bereits gegründeten, aber erst 1349 erstmals erwähnten, Jakobsspitals errichtet. Sie stand zu dieser Zeit südlich der Brandenburger Neustadt an der Brücke über den Jakobsgraben. Zu dieser Zeit führte die Heerstraße, ein bedeutender Ost-West-Fernhandelsweg von Magdeburg über Ziesar, Brandenburg an der Havel, Spandau, Frankfurt (Oder), nach Posen. Traditionell wurden im Mittelalter an solch bedeutenden Fernrouten Hospitäler mit dazugehörigen Kapellen vor die Stadttore gesetzt, um kranke Reisende versorgen zu können, ohne sie in die Stadt lassen zu müssen. Diese Präventivmaßnahme war dazu gedacht, eingeschleppte Epidemien in den befestigten Städten zu verhindern. Solche Kapellen wurden nicht selten Heiligen wie St. Jakob als Schutzpatron der Pilger und Reisenden, oder der Heiligen Gertrud geweiht. Das Bauwerk erhielt Ende des 15. Jahrhunderts einen Turm, dessen Helm 1833 erneuert wurde.
Im Jahr 1892 musste die Kapelle um 11 m nach Westen verschoben werden, um einer Straßenerweiterung der Jakobstraße Platz zu machen. Aus diesem Grunde wird die Kapelle heute im Brandenburger Volksmund im Allgemeinen „Verrückte Kapelle“ genannt, wobei sich das Attribut auf das Verb „verrücken“ im Sinne von „bewegen“ bezieht. An der südwestlichen Giebelwand erinnert eine Gedenktafel an die ingenieurtechnische Meisterleistung.
Bis 1997 gehörte die Kapelle zur evangelischen Kirchengemeinde St. Katharinen. Sie konnte das mittlerweile unter Denkmalschutz gestellte Bauwerk weder nutzen noch erhalten. Die Stiftung Wredowsche Zeichenschule, die in unmittelbarer Nachbarschaft eine Schule betrieb, erwarb das Gebäude und bezog es in ihre Nutzung ein. Im Sommer 2004 wurden der Dachstuhl, die Biberschwanzdeckung sowie das Ziegelmauerwerk saniert. Anschließend legten Experten das Sockelmauerwerk trocken. Der Schaden war durch die Verschiebung des Bauwerks entstanden, da die Südostecke der Kapelle über den Jakobsgraben geraden war und von dort Feuchtigkeit aufziehen konnte. Die Böschung wurde 2016 durch eine Stützmauer ersetzt, so dass die Kapelle nun frei steht. Im Jahr 2022 ist geplant, die bislang nur provisorisch hergerichteten Wand-, Decken und Fußbodenflächen im Innenraum ebenfalls zu sanieren. Experten vermuten, dass dabei in der Zeit des Barock noch vorhandene Öffnungen zum Vorschein kommen werden, die zu Gunsten eines glatten Innenputzes zugesetzt wurden. Auf diesen wurden Wandmalereien aufgebracht, die bislang nur rudimentär freigelegt werden konnten. Bei der Restauration kamen auch kreisförmige Flächen zum Vorschein, auf denen zu einer früheren Zeit Weihekreuze aufgemalt waren. Neben dem Portal entdeckten Experten die Reste einer Nische mit einem Weihwasserbecken; in der östlichen Giebelwand neben dem nicht mehr vorhandenen Altar zwei Sakramentsnischen. An den Längswanden konnten vier größere Nischen freigelegt werden, die im Mittelalter eine Sitzgelegenheit boten. In der westlichen Giebelwand entdeckten Experten ein Hagioskop, mit dem erkrankte Menschen außerhalb der Kapelle am Gottesdienst teilnehmen konnten. Die Stiftung möchte das Bauwerk als Atelier und Ausstellungsraum sowie für Lesungen und Konzerte nutzen. Geplant ist daher, eine künstliche Beleuchtung sowie eine Heizung einzubauen. Außerdem soll das historische, vermauerte Westportal als Fenstertür ausgebildet werden, damit zusätzliches Licht in den Innenraum gelangen kann.

## Größe und Gestalt
Die Kapelle ist vollständig aus märkischem Backstein aufgeführt und erreicht eine Giebelhöhe von etwa 10 m. Der Backstein sowie die gotische Bauform kamen zum Einsatz, da das Bauwerk Teil der Stadt Brandenburg war – zu dieser Zeit wurden im Umland noch zahlreiche Dorfkirchen im romanischen Stil aus Feldstein errichtet. Die Turmspitze des Stelzenturms wird mit einer Höhe von 15,7 m angegeben. Ein schlichtes Tonnengewölbe trägt den Innenraum der Kapelle. Es ersetzt seit der Zeit des Barock die ursprüngliche Holzbalkendecke. Nur zwei Fenster lassen Licht ein: Ein Fenster in der Turmwand und ein Fenster in der gegenüberliegenden Giebelwand. Letztere wird von fünf gotischen Blindgaden geziert. An der südöstlichen Giebelwand befindet sich der Nachbau einer mittelalterlichen Kreuzigungsgruppe in Form einer Terrakottaplatte. Das Original von 1480 wurde, um es vor Witterungseinflüssen und Vandalismus zu schützen, in der Kirche befestigt.
Unter dem Turm befindet sich eine fünf bis sechs Meter hohe Eintiefung mit gotischem Bogen. Die ehemalige turmseitige Eingangstür hinter dieser Eintiefung ist vermauert.

## Auszeichnung
- Am 19. Januar 2005 wurde die Jakobskapelle mit dem Titel „Denkmal des Monats“ im Land Brandenburg ausgezeichnet.